# Alcalinae
Alcalinae – monotypowa podrodzina płazów bezogonowych z rodziny Ceratobatrachidae. 

## Zasięg występowania
Podrodzina obejmuje gatunki występujące na Borneo (Indonezja, Malezja i Brunei) i Palawan (Filipiny); w zachodniej Tajlandii (Phume w prowincji Kanchanaburi) i środkowej części półwyspowej Tajlandii (prowincje Chumphon, Ranong, Surat Thani i Phag Nga), prawdopodobnie do sąsiedniej prowincji Taninthayi w Mjanmie na wysokości 1000 m n.p.m. Także w stanie Arunachal Pradesh w skrajnie północno-wschodnich Indiach.

## Systematyka

### Etymologia
Alcalus: Angel Chua Alcala (ur. 1929), filipiński herpetolog.

### Podział systematyczny
Do podrodziny należy jeden rodzaj z następującymi gatunkami:
- Alcalus baluensis (Boulenger, 1896)
- Alcalus fontinalis Boruah, Narayanan, Gerard, Das & Deepak, 2023
- Alcalus mariae (Inger, 1954)
- Alcalus rajae (Iskandar, Bickford & Arifin, 2011)
- Alcalus sariba (Shelford, 1905)
- Alcalus tasanae (Smith, 1921)